# أغنيس غافين
أغنيس غافين (بالإنجليزية: Agnes Gavin)‏ هي كاتبة سيناريو أسترالية، ولدت في 1872، وتوفيت في 1948.

## وصلات خارجية
- أغنيس غافين على موقع IMDb (الإنجليزية)
- أغنيس غافين على موقع كينوبويسك (الروسية)